# Palacio de congresos de Montreal
El Palacio de congresos de Montreal (en francés Palais des congrès de Montréal) es un centro de convenciones y exposiciones situado en el extremo norte del Vieux-Montreal, en el distrito de Ville-Marie. Es uno de los principales puntos de interés del Quartier international de Montréal.
Se construyó sobre la autoroute Ville-Marie, la arteria principal subterránea del centro de Montreal. También está conectado al metro de Place-d’Armes y, por lo tanto, a la ciudad subterránea.

## Historia
Las obras comenzaron en mayo de 1983. Se llevó a cabo una ampliación de 1999 a 2002.